# 李惟簡
李惟簡（764年—818年6月9日），唐朝范阳奚族人，成德節度使、清河郡王李寶臣第三子，李惟岳之弟。
邵真劝李惟岳送其弟李惟简入朝，《新唐书》记载李惟岳造反后，李惟简以家僮百馀保护母亲郑氏逃到京师。《旧唐书》记载王武俊诛杀李惟岳后，将李惟簡械送京师。唐德宗将他拘于客省，防备甚严。朱泚之乱，郑氏对李惟简说：“你父亲立功河朔，位至宰相，身未尝至京师，兄死于人手。你现在入朝，未识天子，不能效忠，我不把你当儿子了。你能死王事，我就不朽了！”李惟简斩关而出，道遇七战，抵达奉天行在。唐德宗厚抚，拜为太子谕德，用为禁军将。他跟随浑瑊率师讨伐叛军有功，加御史中丞。唐德宗山南，李惟简以三十骑跟从，夜间迷路，走到盩厔西，听到宦官在说话，问天子所在，宦官密语道：“皇上在此。”唐德宗见他流涕，抓住他的手说：“你有母亲，还能跟随朕吗？”回答：“臣誓以死！”天明，北方有尘起，唐德宗担忧。李惟简登高而望，回答：“浑瑊率领骑兵来了。”浑瑊至，于是去兴元府，李惟简充当前导。唐德宗回京，封李惟簡武安郡王，得“元从功臣”之号，图形凌烟阁，赐铁券。后授左神威大将军，转天威统军。唐宪宗时，为检校户部尚书、左金吾卫大将军，充街使，长史万国俊夺兴平县的民田，官吏害怕他不敢处置，至是上诉李惟简，李惟简即日废万国俊，把地还给百姓。元和六年五月初七，以左金吾卫将军李惟简检校户部尚书、凤翔尹、陇右节度使。买耕牛佃具给农，一年增垦数十万亩。元和十三年五月初二乙酉日，凤翔节度使李惟简去世，年五十五岁，赠尚书右仆射。

## 子
- 李元孫，三原尉
- 李元質，濛陽尉
- 李元立，興平尉
- 李元本，河南府參軍
- 李銖，好学多识，有儒者风